# Stabat Mater (Rheinberger)
Plantilla:Infotaula obra musical musical
L'Stabat Mater en sol menor per a cor mixt i orgue, amb orquestra de corda opcional, op. 138, va ser compost per Josef Rheinberger el 1884.
Aquesta obra, en quatre moviments, presenta el text com si fos pronunciat en primera persona, amb molta profunditat. En plena concordança amb el Romanticisme, Rheinberger s'esforça per crear una sonoritat que arribi al cor de l'oient, fent-lo més receptiu als seus sentiments.
Durant la vida artística, Rheinberger es va mantenir al marge del moviment de reforma de la música sacra catòlica que va començar amb la fundació de l'Allgemeiner Cäcilien-Verband für Deutschland (Associació General del Moviment Cecilià Alemanya) el 1868. Aquest moviment va fomentar la supremacia del cant planer i l'ús de l'estil polifònic per a la litúrgia. Per això, Palestrina i altres compositors renaixentistes com Cristóbal de Morales es van convertir en models per crear música segons les exigències d'aquest moviment.
Per contra, Rheinberger no és considerat un "reformista" i sempre va mantenir un vincle amb altres tradicions, trobant inspiració en la música de Bach, Mozart i el període mitjà de Beethoven, així com altres primers romàntics. Així i tot, la seva música conté moltes de les característiques d'aquest moviment. El seu lirisme i la seva serietat de to són tots dos exemples forts d'aquestes característiques.

## Moviments
1. Stabat Mater. Andante molto
2. Quis est homo. Molto lento
3. Eja mater. Con moto
4. Virgo virginum. Maestodo-marcato